# BMW R24
De BMW R 24 is een motorfiets van het merk BMW.

## Voorgeschiedenis
De BMW R 23 volgde in 1938 de R 20 op. De R 20 was een 200cc model, dat in de markt was gezet omdat een Duitse wet het rijden met motorfietsen tot 200cc zonder rijbewijs en zonder belasting te betalen toestond. In 1938 verviel deze regeling, maar er kwam een nieuwe rijbewijsklasse voor motorfietsen tot 250cc. Het was dus logisch de cilinderinhoud te vergroten. Omdat de R 23 in feite een opgeboorde R 20 was, kon men zelfs een ombouwset kopen, om de R 20 zelf tot R 23 te modificeren. Net als de R 20 had de R 23 dus al het in 1936 geïntroduceerde buisframe en een telescoopvork.

## R 24
Nadat de productie van de R 23 in 1940 was gestopt duurde het tot 1948 voor er een opvolger kwam. De ontwikkeling had al die tijd (zoals in heel Europa) praktisch stil gestaan. Alle Europese merken startten na de Tweede Wereldoorlog de productie weer op met vooroorlogse modellen, en BMW deed dat ook. De R 24 was dan ook vrijwel identiek aan zijn voorganger, de R 23. Het chroom was verdwenen, vanwege de tekorten die er vlak na de oorlog waren, en de machine moest natuurlijk ook zo goedkoop mogelijk geproduceerd worden. Het in 1938 ontwikkelde frame met plunjervering was dan ook niet toegepast. De telescoopvork was gebleven. De R 24 werd een verkoopsucces, omdat er grote behoefte was aan goedkope vervoermiddelen. In 1950 werd hij opgevolgd door de R 25. Er waren toen 12.020 stuks geproduceerd.

## Technische gegevens
| Periode            | 1948-1950                   | 1948-1950                   | 1948-1950                   |
| Categorie          | toermotor                   | toermotor                   | toermotor                   |
| Motortype          | kopklepmotor                | kopklepmotor                | kopklepmotor                |
| Bouwwijze          | langsgeplaatste eencilinder | langsgeplaatste eencilinder | langsgeplaatste eencilinder |
| boring             | 68 mm                       | 68 mm                       | 68 mm                       |
| slag               | 68 mm                       | 68 mm                       | 68 mm                       |
| Cilinderinhoud     | 247 cc                      | 247 cc                      | 247 cc                      |
| Max. Vermogen      | 9 kW/12 pk                  |                             |                             |
| Topsnelheid        | 95 km/h                     | 95 km/h                     | 95 km/h                     |
| Aandrijving        | as                          | as                          | as                          |
| Rijwielgedeelte    | dubbel wiegframe, buisframe | dubbel wiegframe, buisframe | dubbel wiegframe, buisframe |
| Drooggewicht       | 130 kg                      | 130 kg                      | 130 kg                      |
| Max. totaalgewicht | 290 kg                      | 290 kg                      | 290 kg                      |
| Tankinhoud         | 12 ltr                      | 12 ltr                      | 12 ltr                      |
| Voorganger         | R 23                        | R 23                        | R 23                        |
| Opvolger           | R 25                        | R 25                        | R 25                        |